# Rodgers Rop
Rodgers Rop (Distrito Nandi, Kenia, 16 de febrero de 1976) en un atleta keniano especializado en carreras de larga distancia. 
En el año 2002 ganó el Maratón de Nueva York y el Maratón de Boston, pasando a formar parte del exclusivo grupo de atletas que han conseguido ganar ambas carreras: Bill Rodgers, Alberto Salazar, Ibrahim Hussein y Joseph Chebet. En el año 2003 intentó revalidar ambos títulos, pero finalizó 7º en el Maratón de Boston y 2º en el Maratón de Nueva York. 
En el 2006 mejoró su récord personal, logrando una marca de 2:07:34 en el Maratón de Londres en el que quedó el 6º. Ese mismo año actuó como liebre del atleta etíope Haile Gebrselassie, cuando este último mejoró el récord mundial y estableció una marca de 2:04:26 en el Maratón de Berlín.
En el 2007 venció en el Maratón de Hamburgo con un tiempo de 2:07:32, un segundo por delante de Wilfred Kigen, mejorando de nuevo su récord personal.